# Irina Makarova
Irina Makarova (Ирина Васильевна Макарова) est une artiste peintre russe née le 4 juillet 1950 à Tchkalov (oblast d'Orenbourg). Elle vit avec son mari, le peintre Guennadi Glakhteev, à Orenbourg et appartient avec lui au groupe d'artistes dit « Académie Sadky ».
Elle ne doit pas être confondue avec ses homonymes Irina Makarova, cantatrice mezzo-soprano au théâtre Bolchoï de Moscou, et Irina Makarova (Kiev, 1950), peintre ukrainienne installée à Menton (Alpes-Maritimes) que cite Jean-Pierre Delarge dans son Dictionnaire des arts plastiques modernes et contemporains.

## Biographie
Diplômée de l'École de musique d'Orenbourg, elle devient peintre professionnelle en 1975, date à compter de laquelle elle connaît des expositions personnelles à Moscou.

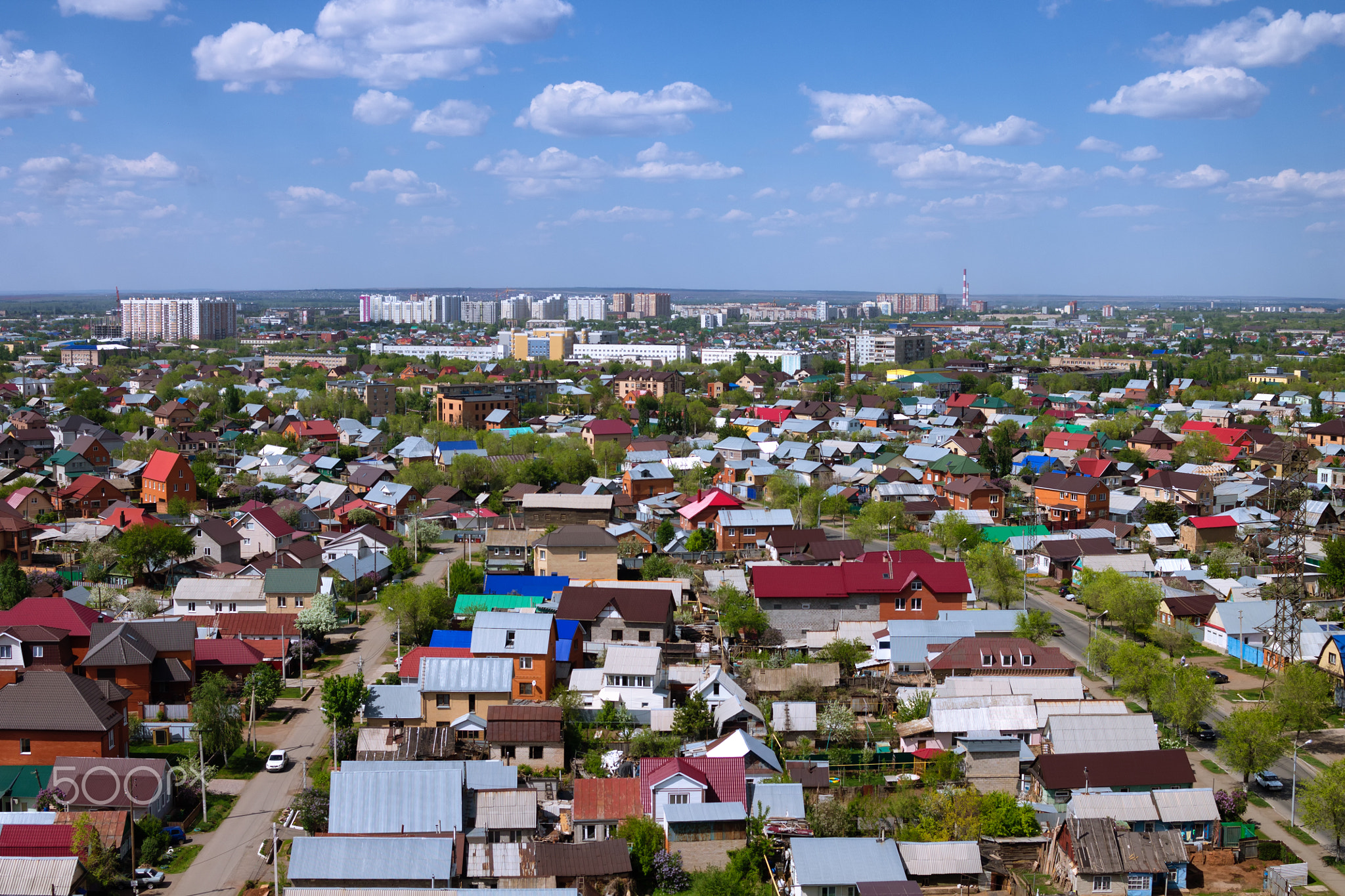
Orenbourg

Elle appartient, étant même perçue comme en étant l'égérie, au groupe d'artistes d'Orenbourg dit « Académie de Sadky » en référence au village situé au bord de la mer d'Azov où il séjourne régulièrement : outre elle-même et son conjoint Guennadi Glakhteev (1939-), on y trouve Valéry Gazoukine (1951-), Anton Vlassenko (1940-), Vladislav Emerenko (1941-), Galina Rezanova (1936-) et Alexandre Khanine (1955-2013),. « Ayant renoncé à l'art officiel, à l'académisme routinier et à ses concurrences contraignantes », évoque Claude Robert, les peintres de l'Académie de Sadky « se retrouvent l'été en pionniers sur les pentes du Mont Oural ou du fleuve Oural. L'hiver, on se retrouve chez l'un chez l'autre, dans des réunions musicales où Irina Makarova tient le piano. Ce phalanstère de peintres connaît malgré les difficultés matérielles, la gêne, la pauvreté et sans doute à cause du courage qu'exige la vie quotidienne, le triple bonheur de la fraternité, de la convivialité et de l'inventivité ».
Irina Makarova est en elle-même le thème omniprésent de l'œuvre de Guennadi Glakhteev, ce dont témoigne notamment la toile de celui-ci Le Maître et la Marguerite que conserve le musée des Beaux-Arts d'Iekaterinbourg (en) : elle en est « le modèle unique et la principale préoccupation artistique et amoureuse, et apparaît dans toutes ses recherches et dans toutes ses métamorphoses ».
Elle est membre de l'Union des artistes de Russie.

## Citations

### Dits d'Irina Makarova
- « Pour moi, dans la création, le plus important est la naissance de l'idée plastique qui doit obligatoirement venir de la nature. J'associe le plastique à la mélodie en musique. Je considère que les icônes de l'ancienne Russie sont un excellent exemple de plastique. Ce qui m'a toujours attiré dans l'art, ce sont les personnes audacieuses, les chercheurs inlassables. Pablo Picasso en est resté pour moi l'exemple le plus frappant. C'est pourquoi je ne me représente pas la création uniquement comme le perfectionnement d'une technique, et si on m'avait forcée à me limiter, je ne me serais jamais lancée dans les arts plastiques. » - Irina Makarova[2]

### Réception critique
- « On retrouve la même palette "fondue-enchaînée" dans ses toiles Le Midi ou Le départ de l'Aurore. Il y a dans ces œuvres-là une harmonie et une science dépouillée de tout pittoresque. Dans L'enlèvement des Sabines, la palette se hausse à des coloris plus violents et plus tranchés. Dans cette fable, qui se veut illustration de l'enlèvement de Makarova par Glakhteev, le peintre a la force du Minotaure pour ravir sa compagne. Le culte mithriate du taureau renaît sur    les bords de l'Oural. Cette toile de fureur et d'amour reflète bien l'ambivalence fondamentale du sexe et les rapports entre les sexes. La femme primordiale, entraînée dans le flux des passions et de événements, est soumise aux manipulations stylistiques les plus radicales. Un rayonnement peu commun s'ajoute à la maîtrise plastique et à la puissance d'archétype. » - Claude Robert[4]
- « Des paysages et des compositions allégoriques qui dans leur construction s'inspirent des œuvres de la période bleue de Pablo Picasso, tantôt des toiles de Marc Chagall lorsqu'il travaillait à Vitebsk. » - Gérald Schurr[7]
- « Sa peinture semble détachée des contingences de la réalité pour explorer dans une figuration à l'allure parfois primitive et haute en couleurs - elle admire la plasticité des icônes russes - la permanence de la "réalité" poétique au-delà de la rationalité. Ce sont les thèmes ancestraux et populaires qu'elle se plaît à illustrer. » - Dictionnaire Bénézit[1]